# Briga Alta
Briga Alta (piemontiul: Briga Àuta, okcitánul: Briga Aouta, ligur nyelven: Ra Briga Auta) település Olaszországban, Piemont régióban, Cuneo megyében. Lakosainak száma 42 fő (2023. január 1.). Briga Alta Chiusa di Pesio, Cosio di Arroscia, Limone Piemonte, Mendatica, Ormea, Roccaforte Mondovì, Triora, La Brigue és Tende községekkel határos.

## Népesség
A település népessége az elmúlt években az alábbi módon változott:
| Lakosok száma | 39   | 40   | 42   |
|               | 2017 | 2018 | 2023 |